# Joey Roukens
Joey Roukens (Schiedam, 28 maart 1982) is een Nederlands componist.
Roukens' composities zijn gespeeld door onder andere het Koninklijk Concertgebouworkest, het Nederlands Philharmonisch Orkest, de New York Philharmonic, het Radio Filharmonisch Orkest, Asko❘Schönberg, Amsterdam Sinfonietta, Tokyo Sinfonietta, Lucas en Arthur Jussen, Ralph van Raat en Janine Jansen. Zijn idioom wordt gekenmerkt door een directheid en een hoge mate van eclecticisme: in veel van zijn composities streeft Roukens naar een natuurlijk samengaan van elementen uit de meest diverse stijlen, genres en expressievormen. Daarbij is de componist niet wars van het gebruik van diatonische, drieklank-gebaseerde harmonieën, een regelmatige ritmische puls, referenties aan populaire muziek, het ontlenen aan de muzikale erfenis van het verleden en een banale wending op zijn tijd. Roukens is lange tijd ook in de popmuziek actief geweest.

## Opleiding
Roukens studeerde compositie aan het Rotterdams Conservatorium bij Klaas de Vries en psychologie aan de Universiteit Leiden. Verder had hij pianoles bij Ton Hartsuiker.

## Selectie Composities
- 2022 Requiem, voor kamerkoor, strijkorkest en twee slagwerkers, geschreven voor het Nederlands Kamerkoor en Amsterdam Sinfonietta in opdracht van November Music.
- 2021 Symfonie No. 1, ‘De Caleidoscopische', geschreven voor het Rotterdams Philharmonisch Orkest
- 2021 Distorted Fantasia (after J. P. Sweelinck), geschreven voor het Koninklijk Concertgebouworkest ter gelegenheid van de 400e sterfdag van Jan Pieterszoon Sweelinck
- 2020 Summer Preludes, voor piano
- 2020 Dorian, ballet in twee akten
- 2019 What Remains (Strijkkwartet No. 4), geschreven voor het Dudok Quartet Amsterdam
- 2018 Angeli, voor vijf vrouwenstemmen en acht celli
- 2017 In Unison, concert voor twee piano's en orkest, een driedelig opdrachtwerk voor twee piano's en orkest. Première-uitvoering op 10 maart 2018 door dirigent Emilio Pomàrico, en Lucas en Arthur Jussen op piano
- 2017 Boundless (Homage to L.B.), voor orkest, geschreven voor het Koninklijk Concertgebouworkest ter gelegenheid van de 100e geboortedag van Leonard Bernstein
- 2016 Morphic Waves, voor orkest, geschreven voor het Nederlands Philharmonisch Orkest
- 2015 Roads to Everywhere, concert voor viool en ensemble
- 2014 Lost in a surreal trip, voor viool, cello, piano en slagwerk
- 2014 Rising Phenix, cantate voor gemengd koor en orkest, geschreven voor de (her)opening van TivoliVredenburg in 2014.
- 2013 Chase, voor orkest
- 2012 Mr Finney, de Opera, kinderopera in 12 scenes
- 2011 Concerto Hypnagogique, voor piano en orkest
- 2011 Visions at Sea (Strijkkwartet No. 3)
- 2011 Percussion Concerto, voor slagwerk solo en ensemble, geschreven voor slagwerker Colin Currie
- 2010 Scenes from an Old Memory Box, voor ensemble
- 2010 Out of Control, voor orkest, geschreven voor het Koninklijk Concertgebouworkest
- 2009 Fast Movement and Epilogue, geschreven voor Tokyo Sinfonietta
- 2009 Piano Trio 'Shadows and Bells', geschreven voor het Storioni Trio
- 2008 Concerto for Alto Saxophone and Orchestra, geschreven voor saxofonist Arno Bornkamp
- 2007 From funeral to funfair (and back..), voor orkest; opdrachtcompositie voor het Nederlands Studenten Orkest
- 2007 Earnest and game (Strijkkwartet No. 2)
- 2006 365, voor orkest, première door de Radio Kamer Filharmonie tijdens de Nederlandse Muziekdagen 2007
- 2005 Running from silence voor orkest, geschreven voor het Brabants Orkest
- 2005 Catching Proteus, geschreven voor het Nieuw Ensemble

## Prijzen en onderscheidingen
Roukens won het Flutonicon Compositieconcours (composities voor fluit) in 1997. Met het stuk De verborgen wereld (1997) haalde hij de eerste prijs op het Prinses Christina Concours 1998 in de categorie "eigen compositie".
In 2023 won hij de Pan Asian Award. Deze prijs is bedoeld voor talenten met een Aziatisch-Nederlandse achtergrond en werd in 2023 voor het eerst uitgereikt.